# Teign
Teign – rzeka w Anglii, w hrabstwie Devon. Wypływa z wyżyny Dartmoor w okolicy Cranmere Poll, uchodzi do kanału La Manche w Teignmouth; jej długość wynosi 50 km. Jej estuarium jest typu riasowego. Od Newton Abbot do Teignmouth rzeka podlega pływom morskim.

## Historia
W czasach rzymskich na rzece istniał most w okolicach Teignmouth, umożliwiający przeprawę przez rzekę. W 1790 r. w okolicy Newton Abbot wybudowano kanał, umożliwiający transport wydobywanych w okolicy surowców mineralnych, głównie gliny. W r. 1911 nad rzeką wybudowano zamek Drogo, najmłodszy zamek Anglii.